# Anstellung (Beamtenrecht)
Anstellung war ein Rechtsinstitut im deutschen Beamtenrecht. Es wurde mit Inkrafttreten des Dienstrechtsneuordnungsgesetzes (DNeuG) am 12. Februar 2009 (BGBl. I S. 160) abgeschafft.

## Inhalt
Anstellung war eine Ernennung zur Umwandlung des Dienstverhältnisses eines Beamten vom Beamtenverhältnis auf Probe nach erfolgreichem Abschluss der beamtenrechtlichen Probezeit in das Beamtenverhältnis auf Lebenszeit unter erstmaliger Verleihung eines statusrechtlichen Amtes. (§ 10 Abs. 1 BLV i. d. F. vom 2. Juli 2002, BGBl. 2002 I S. 2549 – BLV a. F.).

## Zeit vor der Anstellung
Während des Beamtenverhältnisses auf Probe bis zur Anstellung führten die Beamten als Dienstbezeichnung die Amtsbezeichnung des Eingangsamtes ihrer Laufbahn mit dem Zusatz „zur Anstellung“ („z.A.“). Andere Dienstbezeichnungen konnten festgesetzt werden (§ 9 BLV a. F.).

## Abschaffung
Die Abschaffung des Instituts der Anstellung diente der Deregulierung und sollte eine bundeseinheitliche Praxis bei den Ernennungen sicherstellen. Sie erforderte eine haushaltsrechtliche Umstellung. Daher galt nach § 147 BBG i. d. F. vom 12. Februar 2009 eine Übergangsfrist bis zum 31. Dezember 2010, in der das bisherige Institut der Anstellung fortgelten konnte. Die zur Umstellung notwendigen Planstellen wurden im Haushalt dafür zur Verfügung gestellt. Der so erweiterte Stellenplan wurde dann auch im Hinblick auf die Beamten im Beamtenverhältnis auf Probe verbindlich. Zusätzliche Ausgaben waren damit nicht verbunden.
Der Deutsche Gewerkschaftsbund, der DBB Beamtenbund und Tarifunion, und die Vereinte Dienstleistungsgewerkschaft (ver.di) befürworteten den Wegfall des Instituts der Anstellung.

## Heutige Situation
Beamte im Beamtenverhältnis auf Widerruf, die einen Vorbereitungsdienst ableisten, werden eingestellt. Ihnen ist noch kein statusrechtliches Amt übertragen. Sie führen als Dienstbezeichnung die Amtsbezeichnung des Eingangsamtes mit dem Zusatz -anwärter. Abweichende Dienstbezeichnungen sind möglich. Mit der Berufung in ein Beamtenverhältnis auf Probe wird ihnen zugleich ein statusrechtliches Amt übertragen. Die Amtsbezeichnung unterscheidet sich nicht von dem eines Beamten im Beamtenverhältnis auf Lebenszeit.